# Meunasah Mesjid Lamlhom
Meunasah Mesjid Lamlhom is een bestuurslaag in het regentschap Aceh Besar van de provincie Atjeh, Indonesië. Meunasah Mesjid Lamlhom telt 416 inwoners (volkstelling 2010).